# Sinosturio dabryanus
El esturión del Yangtsé (Sinosturio dabryanus) es una especie de pez acipenseriforme perteneciente a la familia acipenséridos.

## Anatomía
Se trata de un esturión relativamente pequeño, que alcanza normalmente los 130 cm de longitud máxima y  un peso de 16 kg, en la actualidad sólo se encuentra en la cuenca alta del río Yangtsé en la provincia de Sichuan en China. Aunque no es normal, se capturó un ejemplar de 250 cm.

## Hábitat
La población nativa de esta especie en el río Yangtsé se ha reducido drásticamente en las últimas dos décadas debido a la sobrepesca, la contaminación y la pérdida de hábitat, sobre todo desde la construcción de la presa de Gezhouba , que casi causó la extinción de este pez en una amplia zona del río y le ayudó a pasar a ser clasificada como en peligro crítico. Se cree que esta especie sólo sobrevive en ambientes naturales debido a la sustitución artificial por repoblación. Es una especie migradora que necesita remontar los ríos para desovar en la época reproductora.